# Canoa/kayak ai Giochi della XX Olimpiade - K1 500 metri femminile
La competizione del K1 500 metri femminile di Canoa/kayak ai Giochi della XX Olimpiade si è disputata nei giorni dal 5 al 9 settembre 1972 presso il Regattastrecke Oberschleißheim di Oberschleißheim.

## Programma
| Data             | Round        | Nota                                              |
| ---------------- | ------------ | ------------------------------------------------- |
| 5 settembre 1972 | 2 Batterie   | Le prime 3 in semifinale. Le restanti ai recuperi |
| 7 settembre 1972 | 2 Recuperi   | Le prime 3 in semifinale                          |
| 8 settembre 1972 | 3 Semifinali | Le prime 3 in finale                              |
| 9 settembre 1972 | Finale       |                                                   |

## Risultati

### Batterie
| Pos. | Atleta                | Nazione          | Tempo   | Nota |
| ---- | --------------------- | ---------------- | ------- | ---- |
| 1    | Yuliya Riabchynska    | Unione Sovietica | 2'09"27 | Q    |
| 2    | Ing-Marie Svensson    | Svezia           | 2'11"63 | Q    |
| 3    | Maria Nichiforov      | Romania          | 2'12"27 | Q    |
| 4    | Marcia Jones-Smoke    | Stati Uniti      | 2'12"43 |      |
| 5    | Stanisława Szydłowska | Polonia          | 2'14"75 |      |
| 6    | Marjorie Homer        | Canada           | 2'17"38 |      |
| 7    | Jane Rouse            | Gran Bretagna    | 2'19"75 |      |
| 8    | Ann McQuaid           | Irlanda          | 2'32"64 |      |

| Pos. | Atleta           | Nazione        | Tempo   | Nota |
| ---- | ---------------- | -------------- | ------- | ---- |
| 1    | Mieke Jaapies    | Paesi Bassi    | 2'12"86 | Q    |
| 2    | Anna Pfeffer     | Ungheria       | 2'13"51 | Q    |
| 3    | Irene Pepinghege | Germania Ovest | 2'14"34 | Q    |
| 4    | Bettina Müller   | Germania Est   | 2'15"15 |      |
| 5    | Kate Olsen       | Danimarca      | 2'16"44 |      |
| 6    | Françoise Gaud   | Francia        | 2'23"29 |      |
| 7    | Natasha Petrova  | Bulgaria       | 2'25"49 |      |

### Recuperi
| Pos. | Atleta             | Nazione     | Tempo   | Nota |
| ---- | ------------------ | ----------- | ------- | ---- |
| 1    | Marcia Jones-Smoke | Stati Uniti | 2'06"19 | Q    |
| 2    | Kate Olsen         | Danimarca   | 2'07"92 | Q    |
| 3    | Marjorie Homer     | Canada      | 2'10"79 | Q    |
| 4    | Natasha Petrova    | Bulgaria    | 2'19"66 |      |
| 5    | Ann McQuaid        | Irlanda     | 2'24"56 |      |

| Pos. | Atleta                | Nazione       | Tempo   | Nota |
| ---- | --------------------- | ------------- | ------- | ---- |
| 1    | Bettina Müller        | Germania Est  | 2'08"92 | Q    |
| 2    | Stanisława Szydłowska | Polonia       | 2'10"04 | Q    |
| 3    | Françoise Gaud        | Francia       | 2'12"94 | Q    |
| 4    | Jane Rouse            | Gran Bretagna | 2'13"35 |      |

### Semifinali
| Pos. | Atleta             | Nazione          | Tempo   | Nota |
| ---- | ------------------ | ---------------- | ------- | ---- |
| 1    | Yuliya Riabchynska | Unione Sovietica | 2'04"67 | Q    |
| 2    | Irene Pepinghege   | Germania Ovest   | 2'05"86 | Q    |
| 3    | Bettina Müller     | Germania Est     | 2'07"90 | Q    |
| 4    | Marjorie Homer     | Canada           | 2'12"51 |      |

| Pos. | Atleta                | Nazione     | Tempo   | Nota |
| ---- | --------------------- | ----------- | ------- | ---- |
| 1    | Mieke Jaapies         | Paesi Bassi | 2'04"64 | Q    |
| 2    | Maria Nichiforov      | Romania     | 2'05"23 | Q    |
| 3    | Kate Olsen            | Danimarca   | 2'06"20 | Q    |
| 4    | Stanisława Szydłowska | Polonia     | 2'08"89 |      |

| Pos. | Atleta             | Nazione     | Tempo   | Nota |
| ---- | ------------------ | ----------- | ------- | ---- |
| 1    | Anna Pfeffer       | Ungheria    | 2'07"15 | Q    |
| 2    | Marcia Jones-Smoke | Stati Uniti | 2'09"13 | Q    |
| 3    | Ing-Marie Svensson | Svezia      | 2'11"21 | Q    |
| 4    | Françoise Gaud     | Francia     | 2'15"21 |      |

### Finale
| Pos.    | Atleta             | Nazione          | Tempo   | Nota |
| ------- | ------------------ | ---------------- | ------- | ---- |
| Oro     | Yuliya Riabchynska | Unione Sovietica | 2'03"17 |      |
| Argento | Mieke Jaapies      | Paesi Bassi      | 2'04"03 |      |
| Bronzo  | Anna Pfeffer       | Ungheria         | 2'05"50 |      |
| 4       | Irene Pepinghege   | Germania Ovest   | 2'06"55 |      |
| 5       | Bettina Müller     | Germania Est     | 2'06"85 |      |
| 6       | Maria Nichiforov   | Romania          | 2'07"13 |      |
| 7       | Kate Olsen         | Danimarca        | 2'07"16 |      |
| 8       | Ing-Marie Svensson | Svezia           | 2'07"61 |      |
| 9       | Marcia Jones-Smoke | Stati Uniti      | 2'07"98 |      |